# Pignia
Pignia (toponimo romancio; in tedesco Pignieu, ufficiale fino al 1952, in italiano Pignigo, desueti) è una frazione di 123 abitanti del comune svizzero di Andeer, nella regione Viamala (Canton Grigioni).

## Geografia fisica
Il paese è situato sul versante destro della valle Schams formata dal Reno Posteriore; il punto più elevato del territorio è la cima del Piz Curvér (2 972 m s.l.m).

## Storia

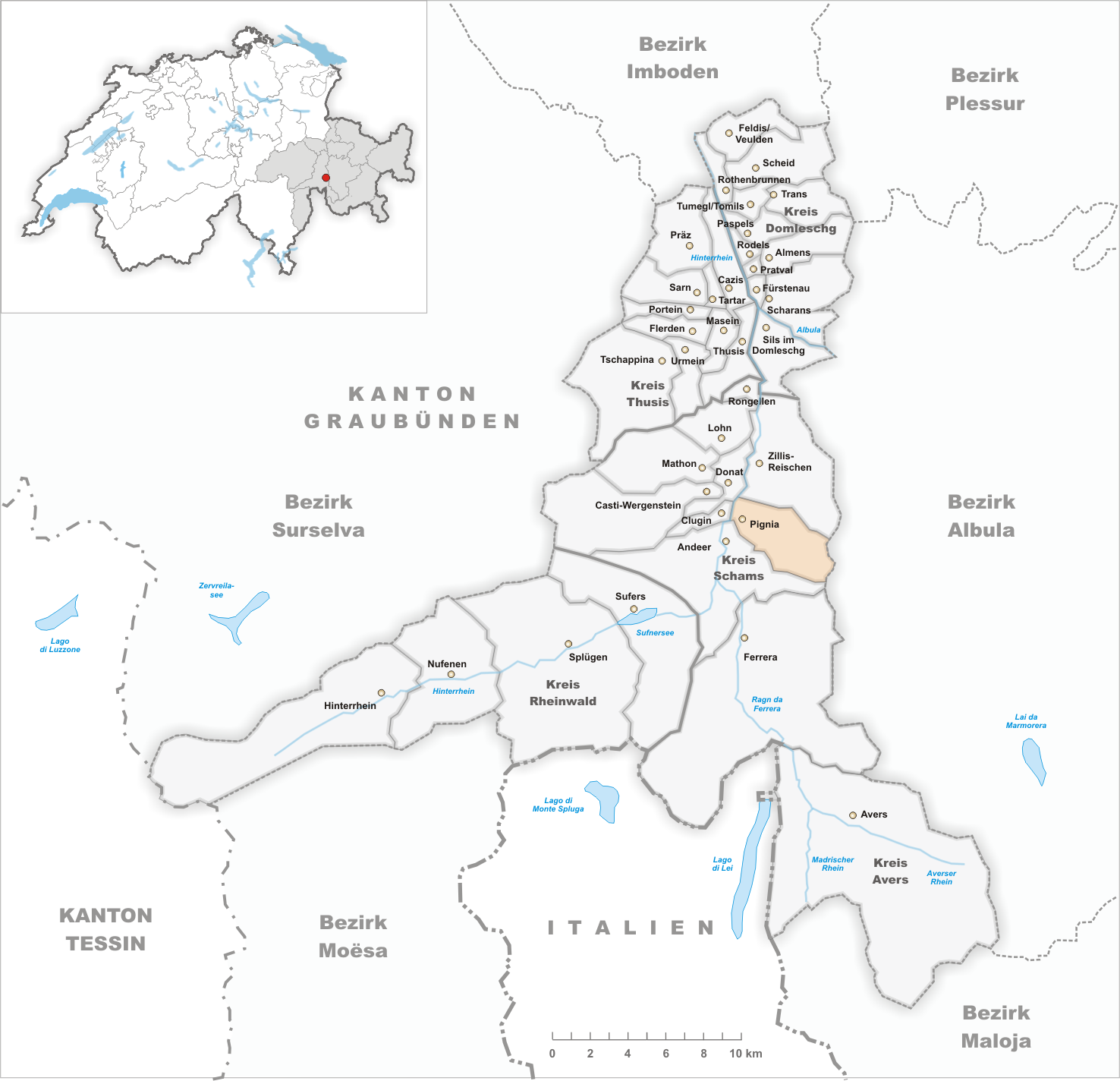
Il territorio del comune di Pignia prima degli accorpamenti comunali del 2009

Già comune autonomo che si estendeva per 13,41 km² e che comprendeva anche la frazione di Bogn, il 1º gennaio 2009 è stato accorpato al comune di Andeer assieme all'altro comune soppresso di Clugin.

## Monumenti e luoghi d'interesse

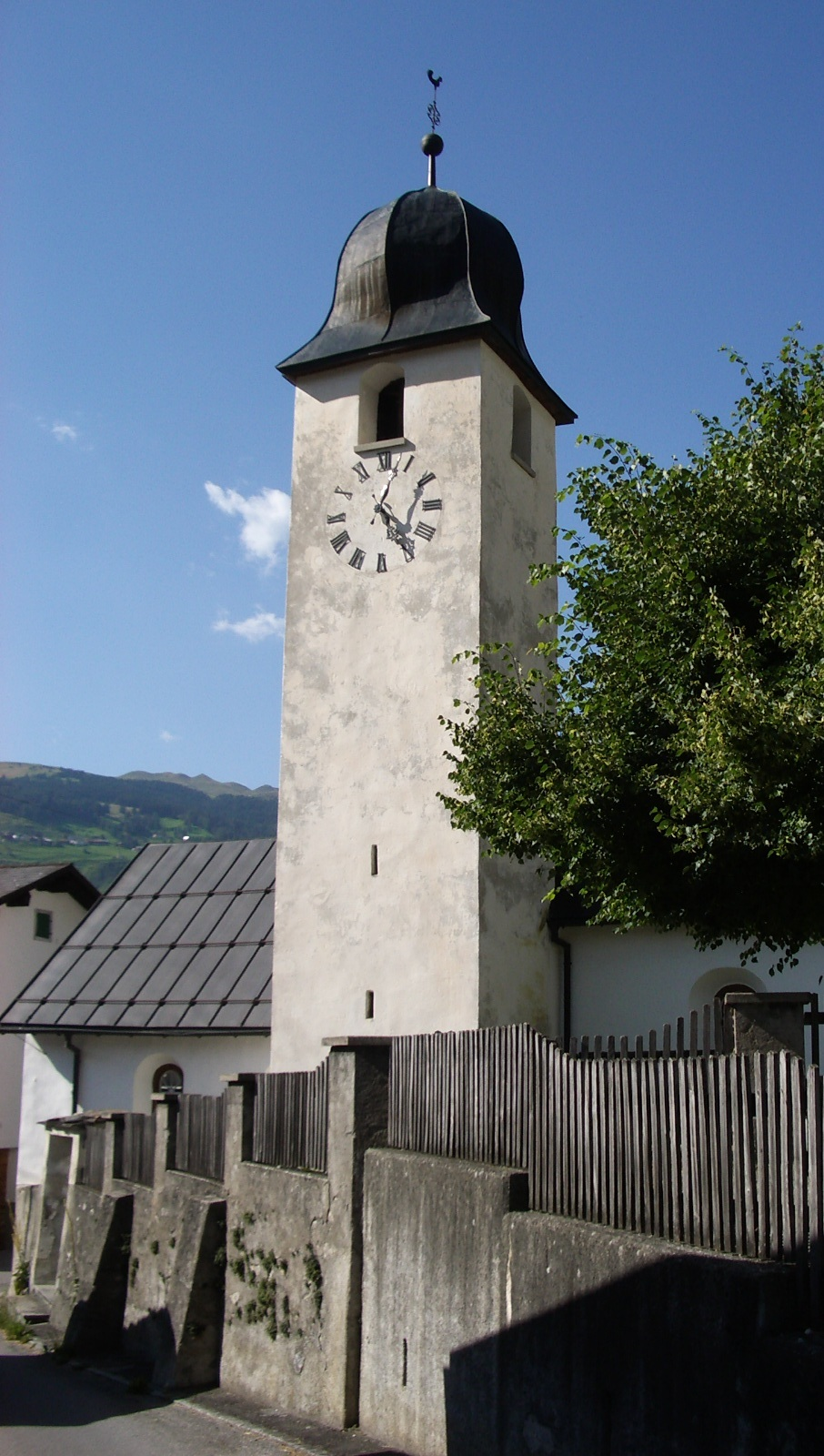
La chiesa riformata

- Chiesa riformata di San Valentino, attestata dal 1518[1].

## Società

### Evoluzione demografica
L'evoluzione demografica è riportata nella seguente tabella:
Abitanti censiti

## Economia
L'economia locale trae impulso principalmente dall'agricoltura.

## Infrastrutture e trasporti
Pignia è servito dall'uscita autostradale di Andeer sulla A13/E43, a 2,5 km; dista 36 km da Coira e 81 km da Bellinzona. La stazione ferroviaria più vicina è quella di Thusis, a 12 km da Pignia.